# LaTavia Roberson
LaTavia Marie Roberson (Houston, 1 de Novembro de 1981) é uma cantora, compositora e atriz norte-americana. Foi uma das cantoras pioneiras do grupo Destiny's Child, que fundou junto com Beyoncé Knowles. Tendo contralto como seu timbre de voz, Roberson já venceu dois Grammy Awards pelo seu trabalho em "Say My Name", do Destiny's Child. Hoje, LaTavia mora em Atlanta, Geórgia.
Após sua saída do grupo, Roberson formou Anjel junto com a ex-membro do Destiny's Child LeToya Luckett. Depois que seu álbum foi arquivado, Roberson entrou em hiato e voltou para Houston. Roberson já atuou em várias peças teatrais, incluindo "Those Jeans", "How to Love" e "Not My Family". Roberson também se tornou um membro principal do elenco de R&B Divas: Atlanta, ao lado de cantores como Angie Stone, Keke Wyatt e amiga de longa data Meelah, do grupo 702.

## Carreira
LaTavia e Beyoncé se conheceram com apenas 9 anos de idade. Em 1990 tornaram-se amigas e o pai de Beyoncé, Mathew Knowles, virou empresário das garotas. Dois anos depois, quando elas estavam prestes a participar do programa "Stars Search", Kelly Rowland, sobrinha de Mathew Knowles e prima de Beyoncé, juntou-se ao grupo. Pouco tempo depois fechavam a formação com LeToya Luckett, em 1993. A mãe de Beyoncé batizou o grupo como "Filhas do Destino" (Destiny's Child).
LaTavia permaneceu no grupo até 2000, chegando a gravar os singles "No No No", "With Me", "Get on the Bus", "Bills Bills Bills" e "Bug A Boo". Mais tarde, juntamente com LeToya, saiu do Destiny's Child, reclamando que o pai de Beyoncé (que era empresário do grupo) só favorecia sua filha e a Kelly. A situação piorou quando foi exibido o videoclipe da música "Say My Name" com as substitutas de LaTavia e LeToya, Michelle Williams e Farrah Franklin (que deixou o grupo após 5 meses). LaTavia e LeToya entraram na justiça contra o empresário e a nova formação.
Depois da separação, LaTavia e LeToya formaram o Anjel, juntamente com Nati Quinones e a Tiffany Beaudoin. O grupo chegou a gravar 22 músicas, mas logo se desfez por causa de problemas com a gravadora, e cada uma seguiu a carreira a solo.